# Pontus De la Gardie
Pontus De la Gardie (Aude, 1520 – Fiume Narva, 5 novembre 1585) è stato un nobile e militare francese al servizio della Corona di Svezia.

## Biografia
Era figlio di Jacques De la Gardie e Catherine de Sainte-Colombe.
Da giovane voleva diventare prete e studiò in un monastero. Cambiò idea e lasciò la Linguadoca per diventare un mercenario al servizio della Danimarca. Venne promosso ufficiale e messo a capo di un reggimento.
Nel 1565, durante la prima guerra del nord, fu catturato dalle truppe svedesi a Varberg e si mise al servizio dell'Impero svedese.
De la Gardie divenne ben presto un favorito di Giovanni III di Svezia e nel 1569, dopo soli quattro anni di servizio, ricevette lo status nobiliare. Nel 1571, venne creato barone e gli venne concesso il castello di Ekholmen.
Dopo che Clas Åkesson Tott rassegnò le dimissioni dalla carica di comandante supremo dell'esercito svedese, Pontus prese il suo posto.
Le competenze del nuovo comandante si combinarono con il fatto che l'Impero russo, nemica della Svezia, dovette trasferire le proprie truppe per difendersi contro gli attacchi polacchi più a sud: ciò portò ad un considerevole successo della Svezia negli anni che seguirono. Nel 1580 infatti venne conquistata la Carelia.
Condusse le sue truppe nel ghiacciato golfo di Finlandia per conquistare le fortezze di Wesenberg (Rakvere) e Tolsburg (Toolse). Nel settembre 1581 venne presa Narva, dopo un massiccio bombardamento: in quell'occasione vennero uccise 4.000 persone tra militari e civili. In quell'autunno le truppe svedesi conquistarono diverse altre fortezze, tra cui quella di Ivangorod. Nel 1582 la guerra con la Russia terminò e la Svezia ebbe modo di mantenere le conquiste fatte in Carelia ed Ingria, ma dovette ritirarsi dalla Livonia.
De la Gardie divenne il comandante militare più famoso in Svezia nel corso del XVI secolo. La sua abilità consisteva anche nell'elaborazione di una nuova strategia militare che consisteva nell'assumere un movimento a zig-zag.
De la Gardie morì annegato nel fiume Narva ed è sepolto nella Cattedrale di Santa Maria - Toompea a Tallinn. La sua tomba è opera dell'artista e architetto Arent Passer.
Il 4 febbraio 1580 De la Gardie sposò Sofia Johansdotter Gyllenhielm (ca. 1556-1583), figlia naturale di Giovanni III di Svezia e della di lui amante Karin Hansdotter. Da Sofia Gyllenhielm ebbe tre figli:
- Brita De la Gardie (1581-1645)
- Johan De la Gardie (1582-1642), fu un politico dell'Impero svedese
- Jacob De la Gardie (1583-1652), Conte e feldmaresciallo.